# Blind Guardian
A Blind Guardian egy német power metal együttes, ami az 1980-as évek közepén alakult a németországi Krefeldben. Mielőtt felvették volna a Blind Guardian nevet, két demót jelentettek meg Lucifer’s Heritage néven 1985-ben és 1986-ban.
A kezdetekben a Blind Guardiant különféle szerzők prózája ihlette meg, például J. R. R. Tolkien, Stephen King és Michael Moorcock, valamint hagyományos legendák és epikák.

## Zenei stílus
A Blind Guardian első két albuma, a Battalions of Fear és a Follow the Blind speed metal stílusú volt. A Tales from the Twilight World harmadik albumukon a speed- és a trash metal keveredik. A Nightfall in Middle-Earth-től fokozatosan egy kifinomultabb hangzás felé fordultak hatalmas kórusokkal, néha nagyzenekarral, és nagyban befolyásolta őket az angol Queen zenekar is. Az utóbbi két albumuk már inkább szimfonikus metalnak mondható.
A Blind Guardian zenéje a staccato gitárokkal és dupla lábdobbal power metal jellegű, stúdiótechnikájukkal sűrű epikus hangzást hoznak létre. Ez különösen figyelemre méltó a gitár- és énekszólamoknál, egy hatalmas sereg, az énekkel harmóniában és összhangban játszó zenész benyomását keltve.

### Zenei hatások
A zenekar korai éveire a Helloween, az Iron Maiden és a Metallica volt hatással. A Follow the Blind album zenei világát már a Trash metal zenekarok, mint például a Testament és a Forbidden inspirálta. A következő négy albumukat pedig a Queen zenei világa inspirálta.

## Történet

### A Lucifer's Heritage felállás (1984-1987)
A zenekart 1984-ben, Krefeldben alapította meg Hansi Kürsch (ének, basszusgitár) és André Olbrich (gitár) Lucifer's Heritage néven, Markus Dörkkel (gitár) és Thomen Stauchhal (dob). Második énekesként csatlakozott hozzájuk Thomas Kelleners is, de három hónap múlva otthagyta a zenekart. Kiadtak két demót 1985-ben, illetve 1986-ban. Ezután Dörk és Stauch helyett jött Christof Theißen és Hans-Peter Frey lépett be. Végül 1987-ben csatlakozott hozzájuk Marcus Siepen, Thomen Stauch pedig visszajött a zenekarba.

### Névváltozás és az út a sikerhez (1988-1996)
Miután szerződést kötöttek a No Remorse Records-szal, megváltoztatták nevüket Blind Guardianra, mert a Lucifer's Heriteage nevet a vásárlók és az eladók a sátánizmussal társították, és azt hitték, hogy ez egy black metal zenekar. 1988-ban adták ki debütáló albumukat Battalions of Fear címmel. Ez egy speed metal album volt, nagy Helloween-hatással. A Helloween alapítója, Kai Hansen a zenekar második albumán, a Follow the Blind-on (1989) szerepelt is vendégzenészként. Erre az albumra már a trash metal is hatott. Harmadik nagylemezükön, Tales from the Twilight World-ön (1990) már sokkal jobban érződött a melodikus és „epikus” érzés, kórusokat és klasszikus zenei effekteket használtak.
1991-ben átszerződtek a Virgin Records-hoz. 1992-ben kiadták negyedik nagylemezüket Somewhere Far Beyond címen, 1993-ban pedig első koncertalbumukat, a Tokyo Tales-t. Flemming Rasmussen, a Metallica korábbi producere 1994-ben kezdett el dolgozni a zenekarral, majd kiadták az ötödik albumot (Imaginations from the Other Side, 1995) és a The Forgotten Tales-t (1996), ami félig feldolgozásokból, félig korábbi számaik akusztikus verzióiból állt.

### Későbbi évek és Thomen Stauch búcsúzása (1997-2009)
1998-ban adták ki első koncepciós albumukat Nightfall in Middle-Earth címmel. A történet J.R.R. Tolkien: A szilmarilok című könyvét meséli el. Az album eléggé Queen-stílusú lett. A basszusgitáron Oliver Holzwarth játszott, mert Hansi Kürsch már az éneklésre koncentrált. Ez volt az utolsó olyan albumuk, aminek Rasmussen volt a producere. A Night At the Opera albumot, ami a Queen egy albumáról kapta a címét, négy évvel később adták ki. Erről már elhagytak minden speed metal elemet, és a power metal illetve a progresszív metal felé fordultak. Ezt követte 2004-ben első koncert DVD-jük, az Imaginations Through the Looking Glass. Ezen a DVD-n szerepelt utoljára Thomen Stauch dobos, akinek nem tetszett a Blind Guardian zenei irányváltása, ezért kivált a zenekarból. A helyére Frederik Ehmke érkezett, és következő albumukat, A Twist in the Myth címűt 2006-ban már vele adták ki.
A zenekar egyik számát felhasználták A király nevében című 2007-es filmhez, és ők készítették a Sacred 2 – Fallen Angel című, 2008-as számítógépes játék zenéjét is.

### At the Edge of Time és a Beyond the Red Mirror (2010-től)
2010-ben kiadták a következő albumukat At the Edge of Time címmel, utána elindították a "The Sacred Worlds and Songs Divine Tour 2010" turnéjukat. Európában az előzenekaruk volt az Enforcer és a Steelwing, míg Amerikában a Holy Grail és a Seven Kingdoms, majd felléptek a Wacken Open Air 2011-en is. 2011 szeptemberében Oliver Holzwarth csatlakozott a Rhapsody of Fire-hoz, így 13 év után elhagyta a Blind Guardiant. 2012-ben kiadtak egy válogatás albumot Memories of A Time to Come címmel, amin újra mixelt és újra felvett számok voltak. 2013-ban kiadtak egy díszdobozos csomagot A Traveler's Guide to Space and Time névvel, ami tartalmazza az 1988-tól 2004-ig az összes albumukat és sok eddig ki nem adott hanganyagot is. A tizedik Blind Guardian album címe Beyond the Red Mirror lett és 2015-ben adták ki és két nappal a megjelenés előtt a hivatalos Facebook oldalukon közölték, hogy az új basszusgitáros Barend Courbois lett.

## Felállás

### Jelenlegi tagok
- Hansi Kürsch – ének (1984-től), basszusgitár (1984-1996)
- André Olbrich – gitár (1984-től)
- Marcus Siepen – ritmusgitár (1987-től)
- Frederik Ehmke – dob, ütős hangszerek, fuvola (2005-től)

### Korábbi tagok
- Thomas "Thomen" Stauch – dob (1984-1985, 1987-2005)
- Markus Dörk – gitár (1984-1985)
- Christof Bilgeria – gitár (1986)
- Hans-Peter Frey – dob (1986)
- Thomas Kelleners – ének (1984)

### Vendégzenészek
- Thomas Hackmann – háttérének (1990-től)
- Billy King – háttérének (1992-től)
- Michael Schüren – billentyűs hangszerek és zongora (1997-től)
- Olaf Senkbeil – háttérének (1997-től)
- Matthias Ulmer – billentyűs hangszerek (2007-től)
- Barend Courbois – basszusgitár (2015-től)
- Oliver Holzwarth – basszusgitár (turné/stúdió) (1997-2011)
- Alex Holzwarth – dob (koncerteken) (2002-2003)
- Mathias Wiesner – billentyűs hangszerek (1989-2002)
- Pat Bender – billentyűs hangszerek, hangeffektek (2002-2006)
- † Rolf Köhler – háttérvokál (1990-2007)

## Projektek
Hansi Kürsch Jon Schafferrel, az Iced Earth alapítójával alapította meg a Demons and Wizards zenekart. Két albumot adtak ki: 2000-ben és 2005-ben.
Frederik Ehmke és Marcus Siepen a SinBreed zenekarban is játszik.
A 2011-es japán cunami után a zenekar az EMI Music-kal együttműködve egy aukciót hirdetett meg, aminek a nyertesével felvették a stúdiójukban a The Bard's Song (In the Forest) című számukat, hogy a pénzt a japán károsultaknak adják. Az aukció 2011. április 22-én ért véget; a végső licit értéke 496 066 forint volt.

## Diszkográfia

### Demó felvételek (Lucifer's Heritage)
- Symphonies of Doom
- Battalions of Fear

### Stúdióalbumok
- Battalions of Fear (1988)
- Follow the Blind (1989)
- Tales from the Twilight World (1990)
- Somewhere Far Beyond (1992)
- Imaginations from the Other Side (1995)
- Nightfall in Middle-Earth (1998)
- A Night at the Opera (2002)
- A Twist in the Myth (2006)
- At the Edge of Time (2010)
- Beyond the Red Mirror (2015)
- Legacy of the Dark Lands (2019)
- The God Machine (2022)

### Koncertalbumok
- Tokyo Tales (1993)
- Live (2003)

### Válogatásalbumok
- The Forgotten Tales (1996)
- Memories of a Time to Come (2012)
- A Traveler's Guide to Space and Time (2013)

### Kislemezek
- Banish from Sanctuary (1989)
- A Past and Future Secret (1995)
- Bright Eyes (1995)
- Mr. Sandman (1996)
- Mirror Mirror (1998)
- And Then There Was Silence (2001)
- The Bard's Song (In the Forest (2003)
- Fly (2006)
- Another Stranger Me (2007)
- A Voice in the Dark (2010)
- Twilight of the Gods (2014)

### DVD
- Imaginations Through the Looking Glass (2004)